# Ann Blythová
Ann Blythová (rodným jménem Ann Marie Blyth, * 16. srpna 1928, Mount Kisco, New York, USA) je americká herečka a zpěvačka vystupující převážně v muzikálech. Její nejslavnější roli je ovšem dramatická postava Vedy Pierceové ve filmu noir Mildred Pierceová, ve kterém si zahrála s Joan Crawfordovou. Za tuto roli byla v roce 1946 nominována na Cenu Akademie v kategorii nejlepší ženský herecký výkon ve vedlejší roli.

## Životopis

### Mládí
Narodila se 16. srpna 1928 v Mount Kiscu v státě New York irským rodičům Harrymu a Nan Blythovým. Její rodiče se rozvedli ještě v průběhu jejího dětství a matka se s Ann a její sestrou odstěhovala do New Yorku.

### Kariéra
Ještě v adolescentním věku byla členkou Children's Opera Company v New Yorku. V roce 1941 debutovala v divadle na Broadwayi v roli dcery Paula Lukase a Mady Christiansové ve hře Lillian Hellmanové Watch on the Rhine, kde účinkovala celkem dva roky.
U filmu debutovala v 15 letech ve snímku The Merry Monahans. O rok později, v roce 1946, získala smlouvu s filmovým studiem Warner Bros., kde se blýskla ve velmi úspěšném filmu Mildred Pierceová. Hrála v něm prostopášnou a nevděčnou dceru Joan Crawfordové, Vedu, za kterou získala nominaci na Oscara za nejlepší herecký výkon ve vedlejší roli. V kariéře však nemohla dál stoupat, jelikož si krátce po natáčení vážně poranila páteř.[zdroj?] Rekonvalescence jí trvala rok a půl a v sociálním dramatu Hrubá síla z roku 1947 si zahrála po boku Burta Lancastera ještě na kolečkovém křesle.
Kromě dramat a filmů noir si zahrála i v několika muzikálech jako například Top o' the Morning (1949) a Velký Caruso (1951), kde uplatňovala své pěvecké nadání. Po několika hudebních filmech, komediích a další nepříliš kladně hodnocených snímcích se začátkem padesátých let začala opět vracet k dramatickým rolím. V dramatu Jsi opravdu naše (1950), kde hrála spolu se začínající Natalie Woodovou například ztvárnila adoptovanou Gail Macaulayovou toužící poznat svou pravou matku a v Thunder on the Hill (1951) ztvárnila pro změnu ženu neprávem odsouzenou za vraždu. Jako ruská kněžna se uvedla po boku Gregoryho Pecka ve filmu The World in His Arms (1952).
Filmové studio Universal Pictures ji v roce 1957 nabídlo roli v biografickém dramatu Příběh Helen Morganové, ve kterém si zahrála s Paulem Newmanem. Film líčí příběh zpěvačky a herečky Helen Morganové, která tíhu slávy a úspěchu neunesla a propadla alkoholu. Ten ji nakonec způsobil cirhózu jater, na kterou v 41 letech zemřela. Ann Blythová za tuto roli získala nominaci na Laurelovu cenu (Laurel Award) a snímek se stal také posledním filmem, který natočila. Nadále se však věnovala televizi, divadlu i koncertům.
V roce 1985 si zahrála s Angelou Lansburyovou v jednom díle kriminálního seriálu To je vražda, napsala.

### Osobní život
V roce 1953 se vdala za doktora Jamese McNultyho, bratra zpěváka Dennise Daye. Manželství jim vydrželo až do roku 2007, kdy Ann Blythová ovdověla. Počali spolu pět dětí: tři syny a dvě dcery.

## Zajímavosti

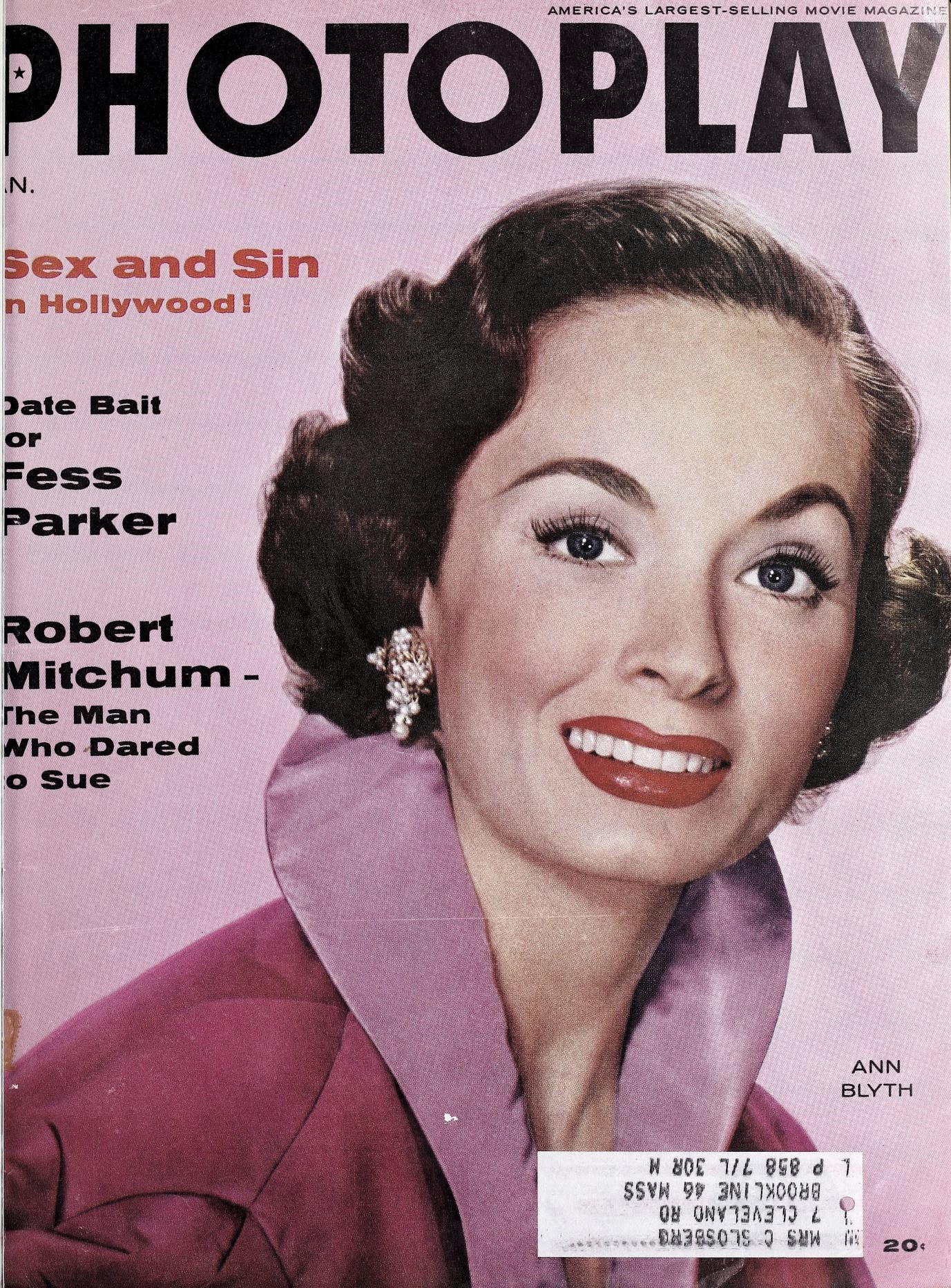
Ann Blythová na obálce časopisu Photoplay (leden 1956)

Slavný magnát Howard Hughes jí v roce 1951 věnoval vůz značky Cadillac a plavecký bazén.[zdroj?]

## Ocenění
- 1946 Oscar pro nejlepší herečku ve vedlejší roli – Mildred Pierceová (nominace)

## Filmografie
| - The Merry Monahans (1944) - Chip Off the Old Block (1944) - Bowery to Broadway (1944) - Babes on Swing Street (1944) - Mildred Pierceová (1945) - Swell Guy (1946) - Brute Force (1947) - Killer McCoy (1947) - Another Part of the Forest (1948) - Mr. Peabody and the Mermaid (1948) - A Woman's Vengeance (1948) - Free for All (1949) - Once More, My Darling (1949) - Red Canyon (1949) - Top o' the Morning (1949) - Great Caruso (1950) - Jsi opravdu naše (1950) | - The Golden Horde (1951) - The House in the Square (1951) - Katie Did It (1951) - Thunder on the Hill (1951) - One Minute to Zero (1952) - Sally and Saint Anne (1952) - The World in His Arms (1952) - The Christophers (1952) (TV pořad) - All the Brothers Were Valiant (1953) - Rose Marie (1954) - The Student Prince (1954) - King's Thief (1955) - Kismet (1955) - Buster Keaton Story (1957) - Příběh Helen Morganové (1957) - Slander (1957) - To je vražda, napsala (1984) (TV seriál) |